# Schieß-Europameisterschaften laufende Scheibe 2024
Die 15. Schieß-Europameisterschaften Laufende Scheibe 2024, fanden vom 26. August bis 4. September 2024 in Pilsen, Tschechien für die Laufende Scheibe statt. Es nahmen 248 Athletinnen, Athleten, Juniorinnen und Junioren aus 10 Ländern teil.

## Ergebnisse

### Erwachsene

#### Männer
| Wettbewerb                  | Gold                                                     | Gold     | Silber                                                 | Silber   | Bronze                                    | Bronze   |
| Einzel                      |                                                          |          |                                                        |          |                                           |          |
| --------------------------- | -------------------------------------------------------- | -------- | ------------------------------------------------------ | -------- | ----------------------------------------- | -------- |
| 10 m laufende Scheibe       | Ihor Kizyma                                              | 8        | Aaro Juhani Vuorimaa                                   | 6        | Łukasz Czapla                             | 6 (2)    |
| 10 m laufende Scheibe mixed | Aaro Juhani Vuorimaa                                     | 378–8x   | Andreas Bergstroem                                     | 376–5x   | Denys Babliuk                             | 374–9x   |
| 50 m laufende Scheibe       | Ihor Kizyma                                              | 589      | Aaro Juhani Vuorimaa                                   | 588      | Emil Martinsson                           | 587      |
| 50 m laufende Scheibe mixed | Emil Martinsson                                          | 392      | Łukasz Czapla                                          | 391      | Aaro Juhani Vuorimaa                      | 390      |
| Mannschaft                  |                                                          |          |                                                        |          |                                           |          |
| 10 m laufende Scheibe       | UkraineIhor Kizyma Denys Babliuk Danylo Danylenko        | 1696–33x | SchwedenEmil Martinsson Jesper Nyberg Pontus Thuresson | 1663–30x | UngarnJózsef Sike László Boros Tamás Tasi | 1655–30x |
| 10 m laufende Scheibe mixed | UkraineDenys Babliuk Ihor Kizyma Roman Chadai            | 1117–25x | SchwedenJesper Nyberg Emil Martinsson Pontus Thuresson | 1099–11x | UngarnJózsef Sike László Boros Tamás Tasi | 1096–20x |
| 50 m laufende Scheibe       | SchwedenEmil Martinsson Jesper Nyberg Andreas Bergstroem | 1751     | UkraineIhor Kizyma Denys Babliuk Danylo Danylenko      | 1741     | UngarnTamás Tasi László Boros József Sike | 1727     |
| 10 m laufende Scheibe mixed | SchwedenEmil Martinsson Jesper Nyberg Andreas Bergstroem | 1169     | UkraineIhor Kizyma Denys Babliuk Danylo Danylenko      | 1152     | UngarnTamás Tasi László Boros József Sike | 1142     |

#### Frauen
| Wettbewerb                  | Gold                                                              | Gold     | Silber                                                           | Silber               | Bronze                                                            | Bronze               |
| Einzel                      |                                                                   |          |                                                                  |                      |                                                                   |                      |
| --------------------------- | ----------------------------------------------------------------- | -------- | ---------------------------------------------------------------- | -------------------- | ----------------------------------------------------------------- | -------------------- |
| 10 m laufende Scheibe       | Gohar Harutyunyan                                                 | 6        | Viktoriya Rybovalova                                             | 1                    | Halyna Avramenko                                                  | 6 (4)                |
| 10 m laufende Scheibe mixed | Gohar Harutyunyan                                                 | 375–8x   | Halyna Avramenko                                                 | 373–11x Shoot-off 18 | Arusyak Grigoryan                                                 | 373–11x Shoot-off 17 |
| 50 m laufende Scheibe       | Valentyna Goncharova                                              | 573      | Daniela Vogelbacher                                              | 566 Shoot-off: 20    | Halyna Avramenko                                                  | 566 Shoot-off: 19    |
| 50 m laufende Scheibe mixed | Valentyna Goncharova                                              | 377      | Daniela Vogelbacher                                              | 374                  | Marharyta Tarkanii                                                | 373                  |
| Mannschaft                  |                                                                   |          |                                                                  |                      |                                                                   |                      |
| 10 m laufende Scheibe       | UkraineViktoriya Rybovalova Halyna Avramenko Valentyna Goncharova | 1663–38x | ArmenienGohar Harutyunyan Arusyak Grigoryan Lilit Mkrtchyan      | 1649–26x             | UkraineAnastasiia Zhuchenko Marharyta Tarkanii Kristina Hilevych  | 1638–20x             |
| 10 m laufende Scheibe mixed | ArmenienGohar Harutyunyan Arusyak Grigoryan Lilit Mkrtchyan       | 1112–16x | UkraineAnastasiia Zhuchenko Marharyta Tarkanii Kristina Hilevych | 1099–19x             | UkraineViktoriya Rybovalova Halyna Avramenko Valentyna Goncharova | 1085–20x             |
| 50 m laufende Scheibe       | UkraineViktoriya Rybovalova Halyna Avramenko Valentyna Goncharova | 1704     | ArmenienGohar Harutyunyan Arusyak Grigoryan Lilit Mkrtchyan      | 1658                 | UkraineAnastasiia Zhuchenko Marharyta Tarkanii Kristina Hilevych  | 1632                 |
| 50 m laufende Scheibe mixed | UkraineViktoriya Rybovalova Halyna Avramenko Valentyna Goncharova | 1120     | UkraineAnastasiia Zhuchenko Marharyta Tarkanii Kristina Hilevych | 1088                 | ArmenienGohar Harutyunyan Arusyak Grigoryan Lilit Mkrtchyan       | 1086                 |

#### Mixed
| Wettbewerb            | Gold                              | Gold | Silber                             | Silber | Bronze                         | Bronze |
| --------------------- | --------------------------------- | ---- | ---------------------------------- | ------ | ------------------------------ | ------ |
| 10 m laufende Scheibe | Gor Khachatryan Gohar Harutyunyan | 6    | Aaro Juhani Vuorimaa Ida Heikkilae | 4      | Denys Babliuk Halyna Avramenko | 6 (3)  |

### Juniorinnen und Junioren

#### Junioren
| Wettbewerb                  | Gold                                                       | Gold     | Silber                                                  | Silber   | Bronze                                                     | Bronze   |
| Einzel                      |                                                            |          |                                                         |          |                                                            |          |
| --------------------------- | ---------------------------------------------------------- | -------- | ------------------------------------------------------- | -------- | ---------------------------------------------------------- | -------- |
| 10 m laufende Scheibe       | Henri Karlsson                                             | 7        | Roman Berezitskyi                                       | 5        | Gor Khachatryan                                            | 6 (3)    |
| 10 m laufende Scheibe mixed | Gor Khachatryan                                            | 381–13x  | Henri Karlsson                                          | 377–8x   | Roman Berezitskyi                                          | 366–8x   |
| 50 m laufende Scheibe       | Henri Karlsson                                             | 589      | Matias Pasanen                                          | 575      | Gor Khachatryan                                            | 568      |
| 50 m laufende Scheibe mixed | Gor Khachatryan                                            | 388      | Henri Karlsson                                          | 387      | Agoston Deri                                               | 385      |
| Mannschaft                  |                                                            |          |                                                         |          |                                                            |          |
| 10 m laufende Scheibe       | FinnlandMatias Pasanen Henri Karlsson Frans Lisakki Laukka | 1645–26x | ArmenienGor Khachatryan Hayk Minasyan Hamlet Karenyan   | 1618–32x | UkraineRoman Berezitskyi Denys Martynenko Artem Syniavskyi | 1611–33x |
| 10 m laufende Scheibe mixed | FinnlandMatias Pasanen Henri Karlsson Frans Lisakki Laukka | 1099–18x | ArmenienGor Khachatryan Hayk Minasyan Hamlet Karenyan   | 1082–27x | UkraineRoman Berezitskyi Denys Martynenko Artem Syniavskyi | 1061–17x |
| 50 m laufende Scheibe       | FinnlandMatias Pasanen Henri Karlsson Frans Lisakki Laukka | 1711     | UkraineRoman Berezitskyi Yehor Diachuk Leonid Levchenko | 1636     | UngarnAgoston Deri Balazs Herman Akos Papp                 | 1592     |
| 10 m laufende Scheibe mixed | FinnlandMatias Pasanen Henri Karlsson Frans Lisakki Laukka | 1125     | ArmenienGor Khachatryan Hayk Minasyan Hamlet Karenyan   | 1107     | UkraineRoman Berezitskyi Yehor Diachuk Leonid Levchenko    | 1102     |

#### Juniorinnen
| Wettbewerb                  | Gold                                                | Gold     | Silber                                                       | Silber   | Bronze                                                       | Bronze   |
| Einzel                      |                                                     |          |                                                              |          |                                                              |          |
| --------------------------- | --------------------------------------------------- | -------- | ------------------------------------------------------------ | -------- | ------------------------------------------------------------ | -------- |
| 10 m laufende Scheibe       | Alina Tkalyk                                        | 6        | Ida Julianna Heikkilae                                       | 4        | Mari Ghazaryan                                               | 7 (5)    |
| 10 m laufende Scheibe mixed | Ida Julianna Heikkilae                              | 368–8x   | Alina Tkalyk                                                 | 359–6x   | Anastasiia Bilash                                            | 358–3x   |
| 50 m laufende Scheibe       | Ida Julianna Heikkilae                              | 577      | Aino Amanda Vaittinen                                        | 563      | Alina Tkalyk                                                 | 549      |
| 50 m laufende Scheibe mixed | Ida Julianna Heikkilae                              | 389      | Aino Amanda Vaittinen                                        | 381      | Alina Tkalyk                                                 | 366      |
| Mannschaft                  |                                                     |          |                                                              |          |                                                              |          |
| 10 m laufende Scheibe       | UkraineAlina Tkalyk Kateryna Poda Anastasiia Bilash | 1603–18x | UkraineDiana Poplavska Oleksandra Martyniuk Daryna Chernenko | 1518–9x  | ArmenienMari Ghazaryan Anahit Sargsyan Aida Azatyan          | 1510–13x |
| 10 m laufende Scheibe mixed | UkraineAlina Tkalyk Kateryna Poda Anastasiia Bilash | 1068–14x | ArmenienMari Ghazaryan Anahit Sargsyan Aida Azatyan          | 1021–16x | UkraineDiana Poplavska Oleksandra Martyniuk Daryna Chernenko | 1018–10x |
| 50 m laufende Scheibe       | UkraineAlina Tkalyk Kateryna Poda Anastasiia Bilash | 1580     | UkraineDiana Poplavska Oleksandra Martyniuk Daryna Chernenko | 1555     | ArmenienMari Ghazaryan Anahit Sargsyan Aida Azatyan          | 1495     |
| 50 m laufende Scheibe mixed | UkraineAlina Tkalyk Kateryna Poda Anastasiia Bilash | 1090     | ArmenienMari Ghazaryan Anahit Sargsyan Aida Azatyan          | 1036     | UkraineDiana Poplavska Oleksandra Martyniuk Daryna Chernenko | 1028     |

#### Mixed
| Wettbewerb            | Gold                           | Gold | Silber                         | Silber | Bronze                                | Bronze |
| --------------------- | ------------------------------ | ---- | ------------------------------ | ------ | ------------------------------------- | ------ |
| 10 m laufende Scheibe | Roman Berezitskyi Alina Tkalyk | 7    | Denys Martynenko Kateryna Poda | 5      | Leonid Levchenko Oleksandra Martyniuk | 6 (4)  |

## Medaillenspiegel
| Platz  | Land        | Gold | Silber | Bronze | Gesamt |
| ------ | ----------- | ---- | ------ | ------ | ------ |
| 01     | Ukraine     | 15   | 12     | 19     | 46     |
| 02     | Finnland    | 10   | 9      | 1      | 20     |
| 03     | Armenien    | 6    | 7      | 6      | 19     |
| 04     | Schweden    | 3    | 3      | 1      | 7      |
| 05     | Deutschland | —    | 2      | —      | 2      |
| 06     | Polen       | —    | 1      | 1      | 2      |
| 07     | Ungarn      | —    | —      | 6      | 6      |
| Gesamt | Gesamt      | 34   | 34     | 34     | 102    |